# Trusksjön (Tolfta socken, Uppland)
Trusksjön är en sjö i Tierps kommun i Uppland och ingår i Tämnarån-Forsmarksåns kustområde.